# Adnet
Adnet, im Salzburger Dialekt Ådnet [ˈɔːdnɛt], ist eine Gemeinde mit 3793 Einwohnern (Stand 1. Jänner 2025) im Salzburger Land im Bezirk Hallein in Österreich.

## Geografie
Die Gemeinde liegt östlich von Hallein im Tennengau im Salzburger Land. Die Adneter Talung am unteren Almbach wird dabei vom Bergrücken des Adneter Riedls vom Salzachtal abgetrennt.
Der höchste Punkt in der Gemeinde liegt unter der Jägernase (ein Berghang des Schlenkens) mit ca. 1501 m ü. A.

### Gemeindegliederung
Das Gemeindegebiet umfasst folgende fünf Ortschaften (in Klammern Einwohnerzahl Stand 1. Jänner 2025):
- Adnet (1613)
- Riedl (139)
- Spumberg (239)
- Waidach (906)
- Wimberg (896)

Die Gemeinde besteht aus den Katastralgemeinden Adnet I, Spumberg und Wimberg.

### Nachbargemeinden
| Puch bei Hallein | Ebenau (Bez. Sbg.-Umgebung)                 | Faistenau (Bez. Sbg.-Umgebung) |
| Oberalm          | Kompassrose, die auf Nachbargemeinden zeigt | Krispl                         |
| Hallein          | Bad Vigaun                                  |                                |

## Geschichte
Namensherkunft aus dem keltischen (Atanate, Atanat, Attnat). Der Name bedeutet Sumpf (am Wasser gelegen). Die erste Erwähnung von Adnet erfolgte 741 in der Übergabeurkunde des bayrischen Herzogs Odilo an die Maximilianszelle in Bischofshofen.
Von einzigartiger kultureller Bedeutung ist das „Marmor“-Vorkommen in unmittelbarer Nähe des Dorfes. Die Adneter Marmore sind nicht nur Träger der gesamten gotischen österreichisch-bayrischen Grabmalplastik, sondern auch überregional in Sakral- und Profanbauwerken zu finden.
1758 wurde die erste Schule im Mesnerhaus eröffnet. 1856 wurde Adnet eine eigenständige Pfarre. 1890 kam es zu einem großen Brand in Adnet, bei dem die Kirche, 6 Häuser und 14 Nebengebäude vernichtet wurden. Es wurde ein Schaden von 100.000 Gulden verursacht. Obwohl die barocke Einrichtung der Kirche nicht komplett zerstört war, entschloss man sich, die Kirche komplett im neugotischen Stil wiederaufzubauen.
1909–1914 wurde das Wiestalkraftwerk in Adnet gebaut. Dadurch entstanden viele neue Arbeitsplätze und Adnet wurde an das Stromnetz angeschlossen. Nach 1945 wurde Adnet zu einer Wohngemeinde und die Anzahl der Einwohner verdoppelte sich.

## Kultur und Sehenswürdigkeiten

### Adneter Marmor

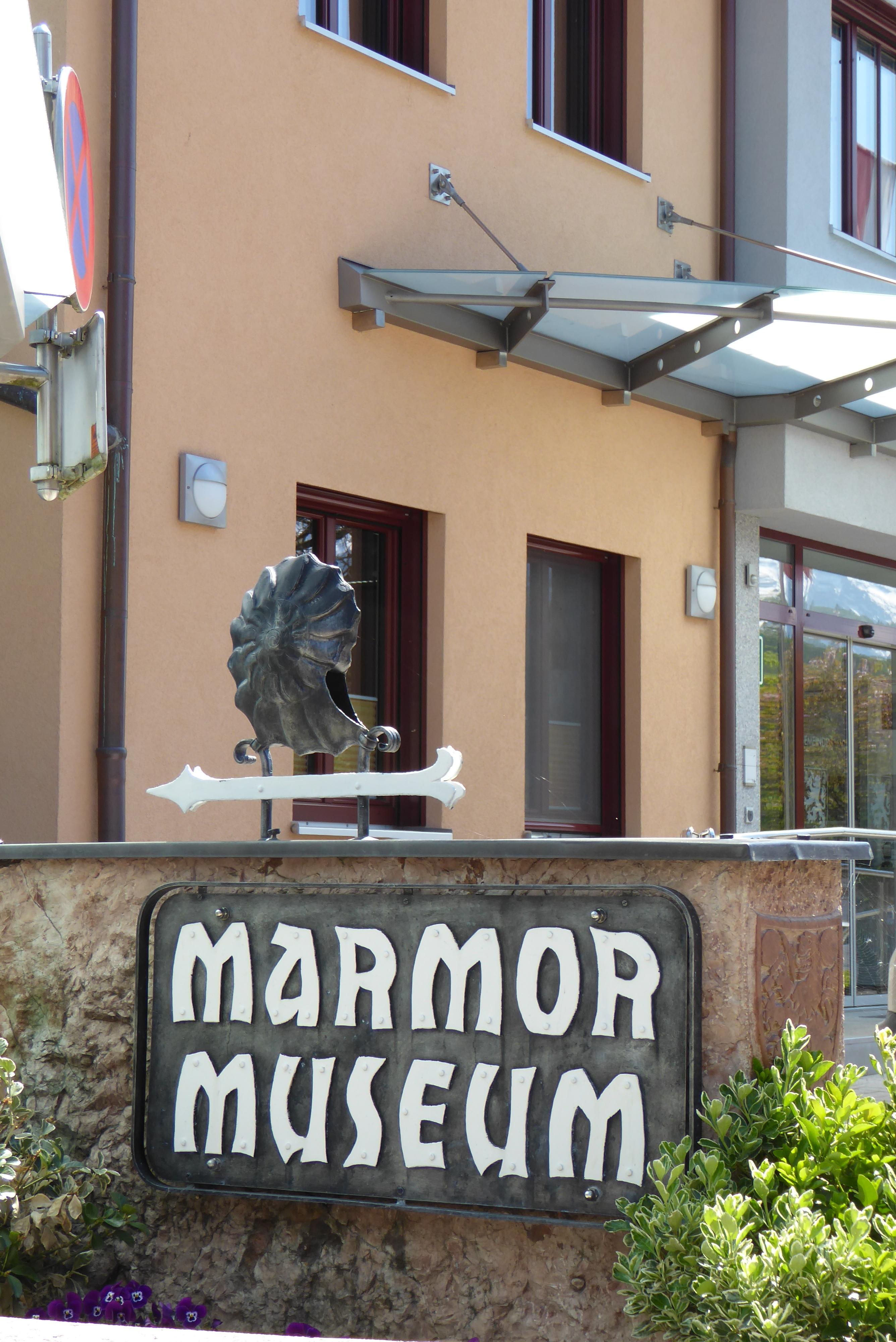
Marmormuseum Adnet

Wie das Gemeindewappen zeigt, liegt die besondere Bedeutung dieses Ortes im Vorkommen des Adneter Marmors. Bereits in der Römerzeit Salzburgs ist dieser Naturstein in Mosaiken und an Bruchstücken von Bauwerken nachzuweisen. Das „rote Gold“, wie dieser meist rote, polierfähige Kalkstein bezeichnet wird, hatte vor allem in der Hochgotik europaweite Berühmtheit erlangt. Beinahe jede Kirche entlang der Wasserwege, ausgehend von der Salzach, wurde mit einem Taufbecken aus Adneter Scheckmarmor ausgestattet. Von den über 40 bedeutenderen Steinbrüchen sind einige auch heute noch in Betrieb, vor allem im Wimbergbruch, im Lienbacherbruch, im Eisenmannbruch und im Großen Tropfbruch wird Adneter Marmor mit modernen Abbautechniken gewonnen. Interessierte Besucher können im Marmormuseum Adnet und bei einer Wanderung durch die Adneter Steinbrüche, über den Marmorweg, Wissenswertes erleben.
- Adneter Marmor: Einer der kunsthistorisch bedeutendsten Natursteine Europas. Die Adneter Marmore sind die Träger der gesamten gotischen Österreichisch-bayrischen Grabmalplastik.[4]
- Adneter Steinbrüche: Diese liegen unmittelbar neben dem Dorf Adnet. Sie haben kulturhistorisch europaweite Bedeutung. Erdgeschichtlich betrachtet ist die Darstellbarkeit der Trias-Jura-Grenze eine geologische Besonderheit.
- Marmormuseum Adnet: Das Museum wurde 1992 gegründet und zeigt eine Ausstellung in den Schauräumen (ca. 100 m²) und im Museumsgarten. Schwerpunkte des Museums sind: Marmorgewinnung, Marmortypen und Fossilien aus Adnet, Bearbeitung und Verwendung bei Bauwerken und Denkmälern seit der Römerzeit.
- Marmorweg Adnet: Vom Museums Verein Adnet werden Führungen durch das Steinbruchgebiet angeboten, diese werden über das Marmormuseum organisiert.
- Schmiedemuseum: Liegt am Marmorweg beim Schmiedebuch und gehört zum Marmormuseum Adnet.

### Bauwerke
- Katholische Pfarrkirche Adnet Hll. Stephanus und Laurentius: Ein spätgotischer Kirchenbau von einem Friedhof umgeben.
- Strubklamm-Kraftwerk: Das Kraftwerk wurde mit der Werkssiedlung 1923/1924 erbaut.

### Kunst
- Steinskulpturen in Adnet. - Kunst im öffentlichen Raum: Im Ort verstreut, sind an besonderen Plätzen Steinskulpturen aufgestellt, entstanden bei Adneter-Marmor-Steinsymposien und organisiert vom Bildhauer Peter Wiener.
- Die Figur Hochrad-Fahrer an der Straßengabelung bei Höhenwarth schuf 1969 der Künstler Max Rieder (1909–2000).[5]
- Das Denkmal Friedenstaube wurde in Erinnerung an die Flugzeugbesatzung eines im Zweiten Weltkrieg abgestürzten Bombers der Royal Air Force errichtet.[6]

### Natur

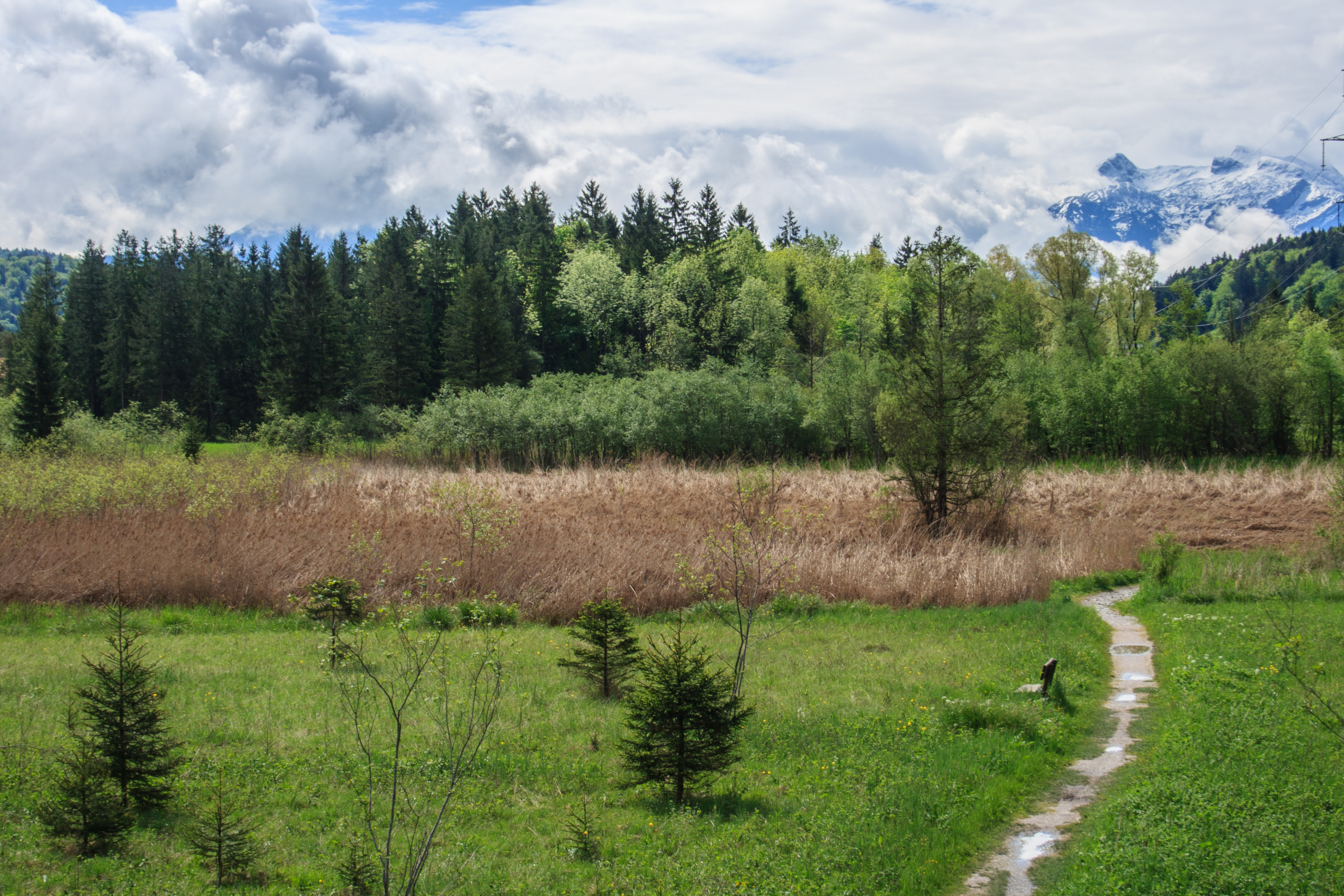
Das Adneter Moos, ein Naturjuwel

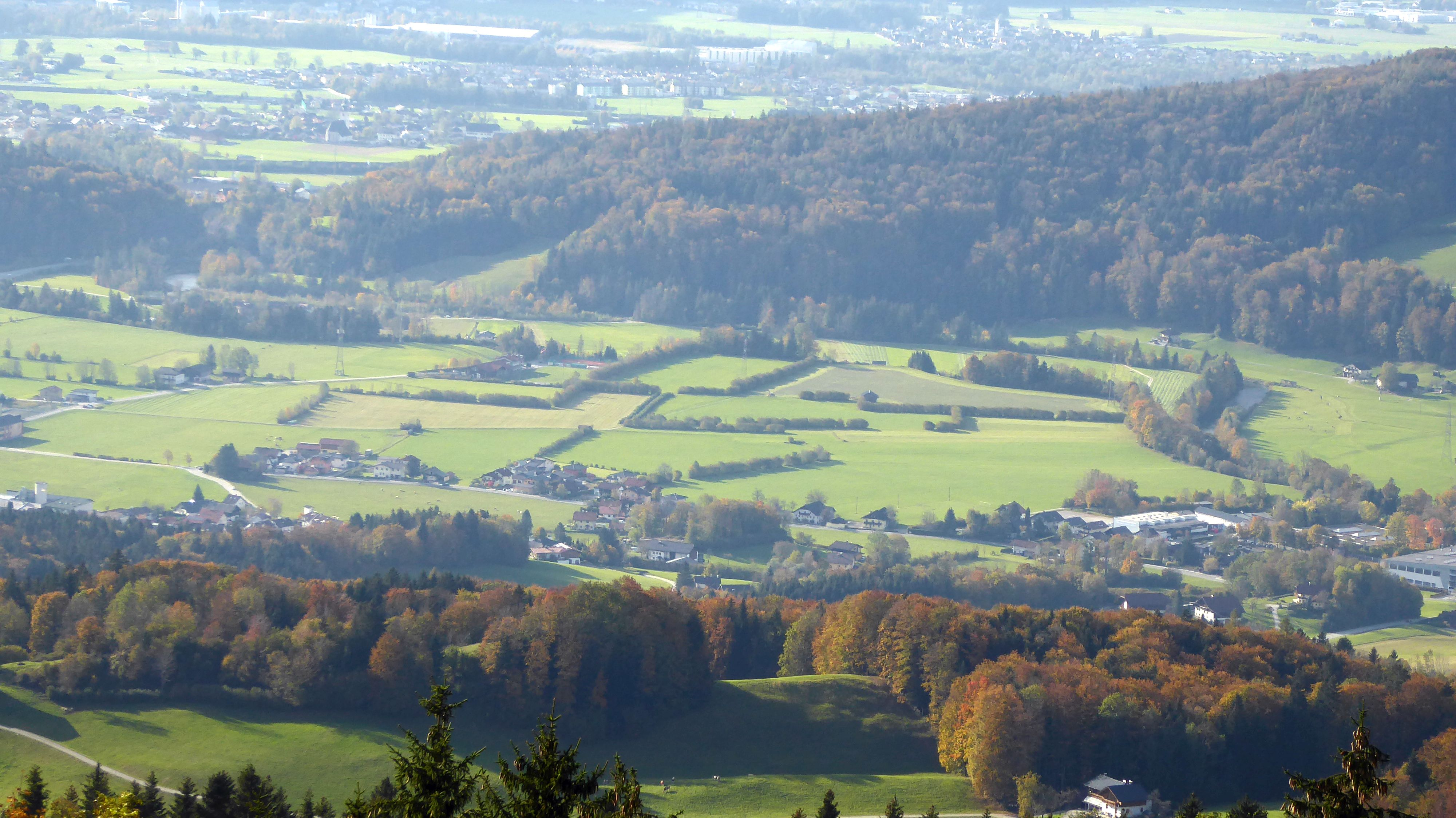
Adnetfelder vom Wimberg aus gesehen

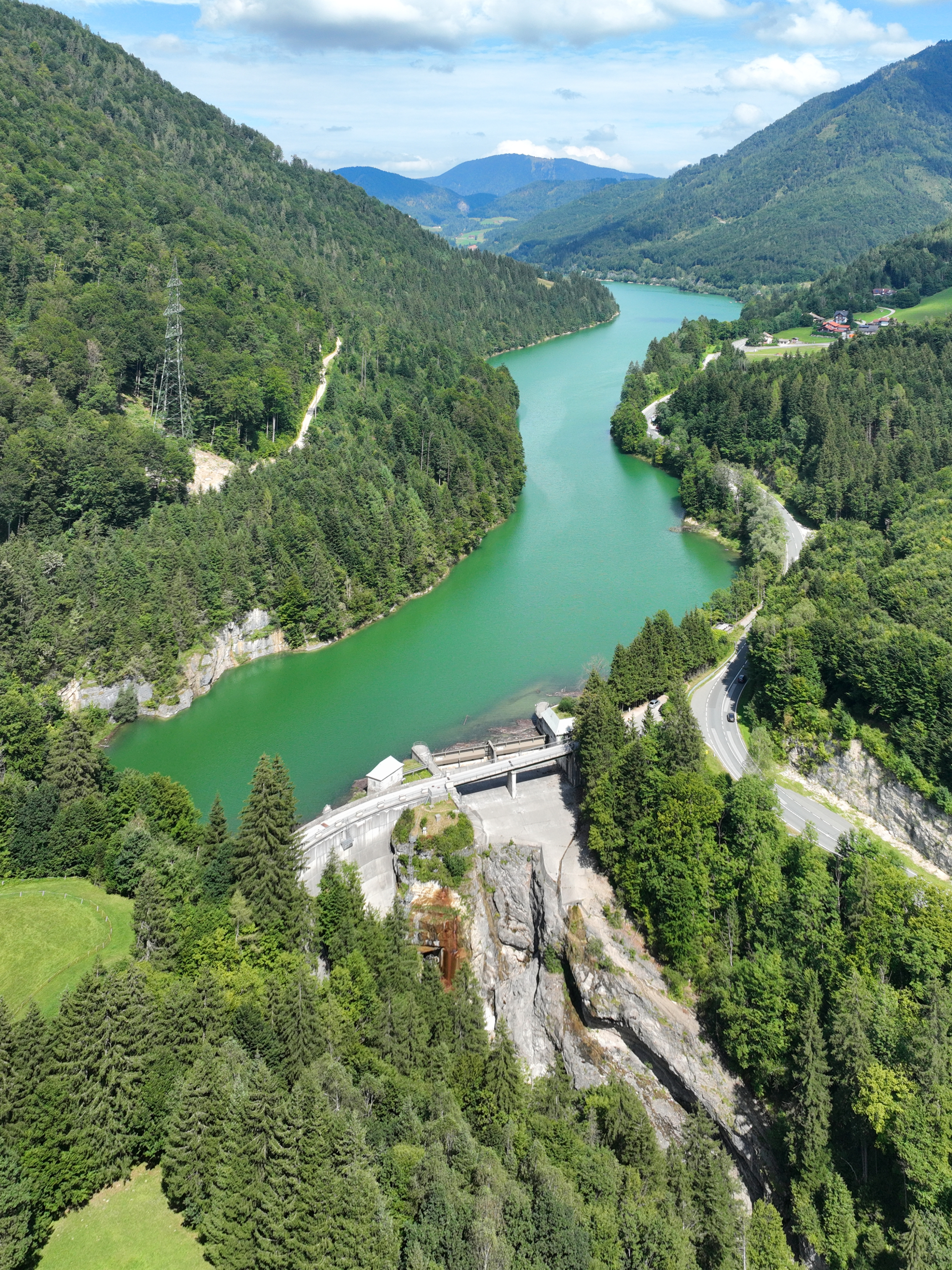
Der vom Almbach durchflossene Wiestalstausee

- Adneter Moos: Der geschützte Landschaftsteil Adneter Moos repräsentiert den letzten großen Rest ehemals ausgedehnter offener Feuchtlandschaften im Bereich des Salzachtales. 2013 wurden rund 17 Hektar Streuwiesen und 6,5 Hektar Streifenpflugaufforstungen als ökologisch wertvolles Feuchtgebiet wiederhergestellt und ein Naturerlebnisweg mit Aussichtsturm angelegt. Um den Mooscharakter wieder herzustellen, wurden in Zusammenarbeit mit den Bauern die verbuschten Streuwiesen wieder in Magerwiesen umgewandelt, damit konnten gefährdete Tier- und Pflanzenarten gezielt gefördert werden.
- Wiestalstausee: Der Stausee befindet sich am Schnittpunkt der drei Gemeindegrenzen von Ebenau, Puch bei Hallein und Adnet und wird auch als Badesee geschätzt.

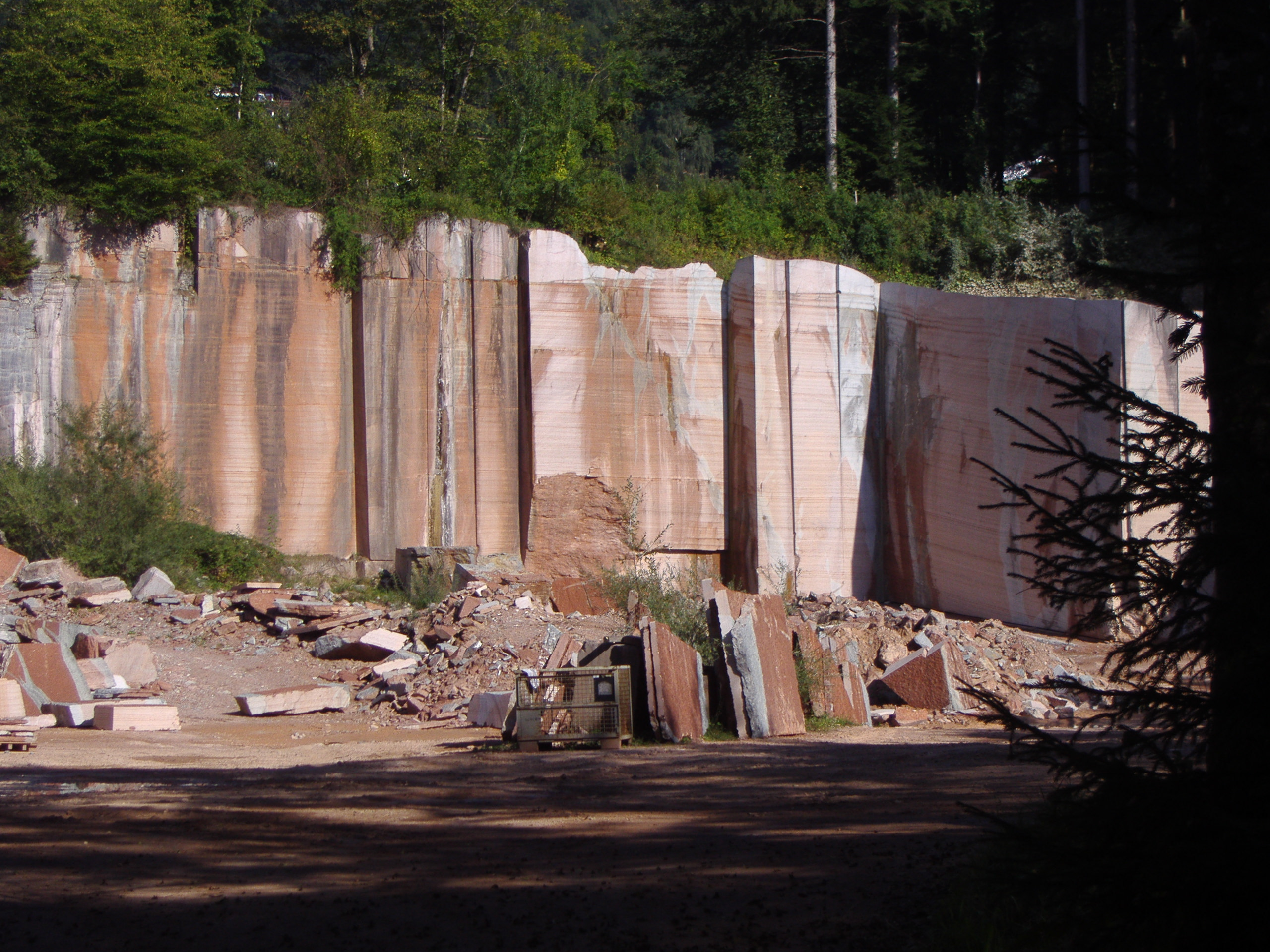
Platten- oder Wimbergbruch in Adnet
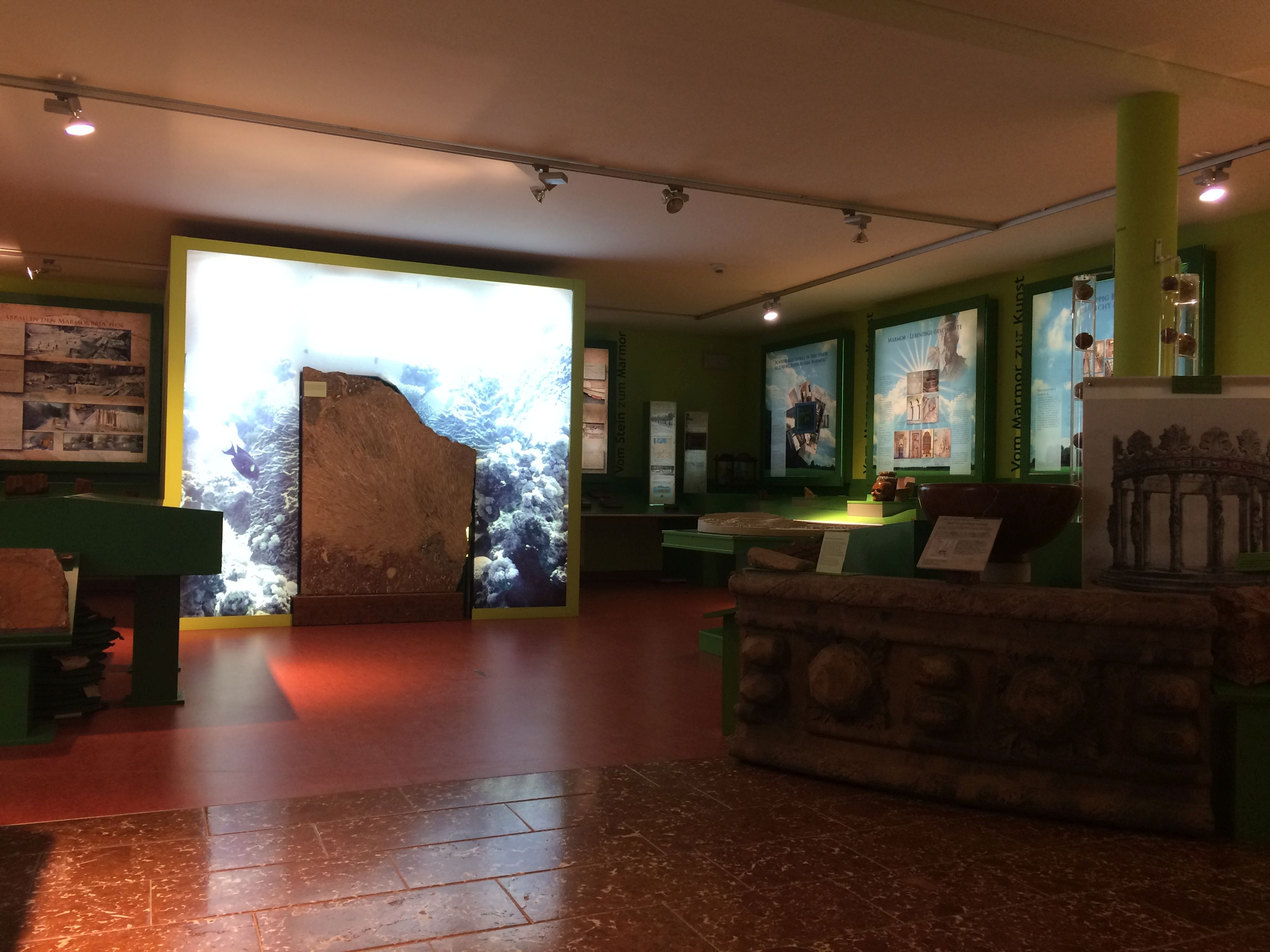
Marmormuseum Adnet
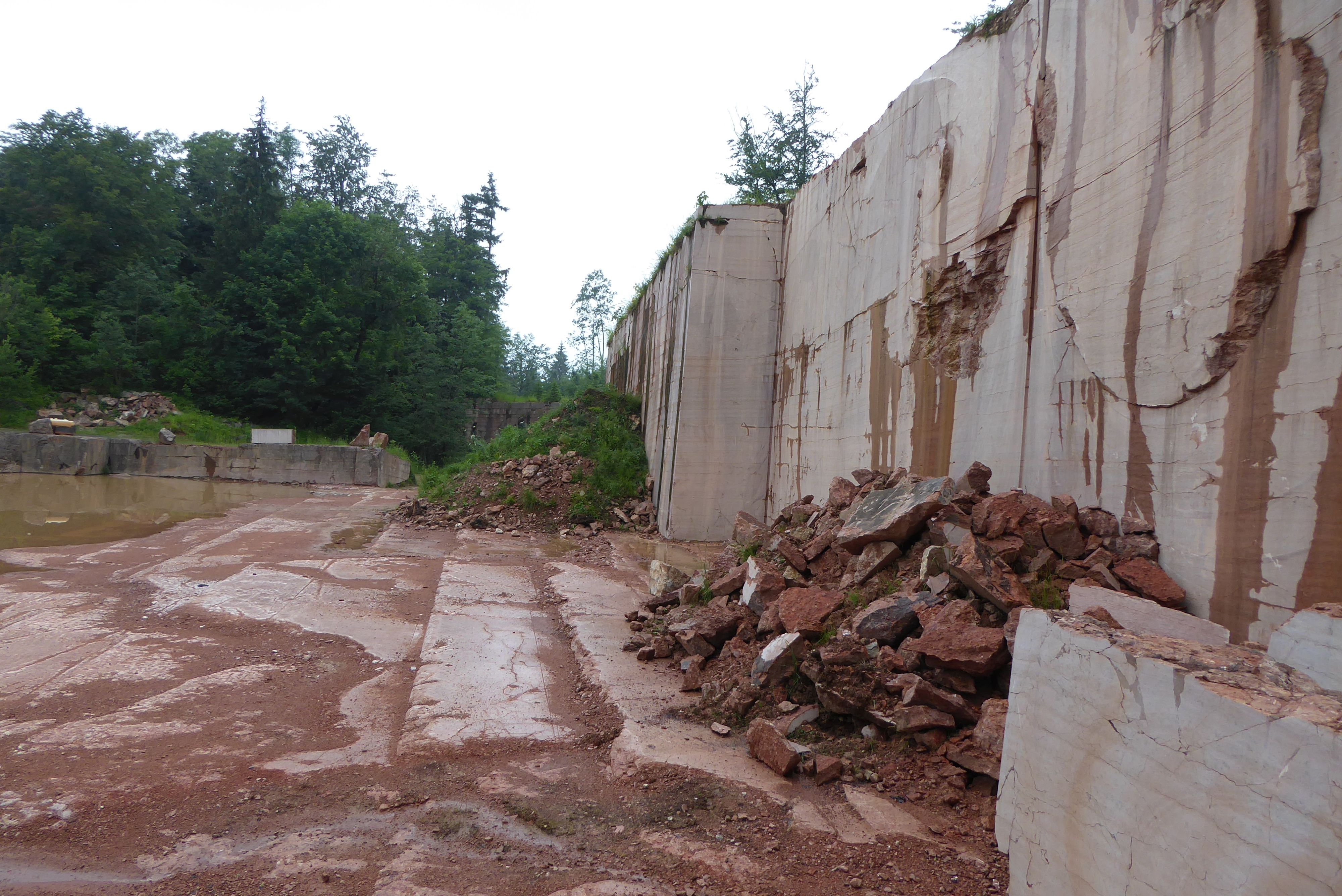
Der Lienbacher-Steinbruch
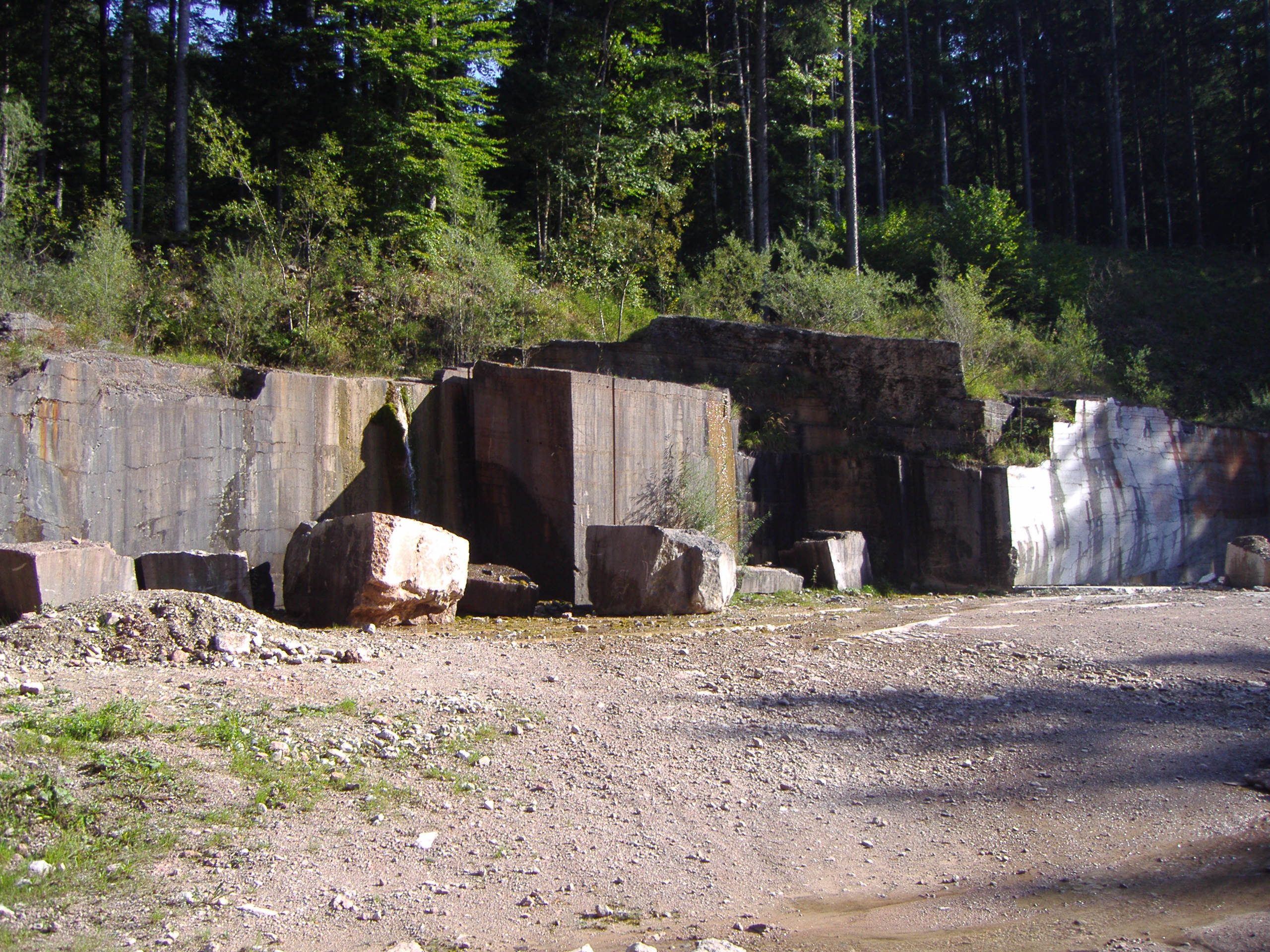
Rot Grau Schnöllbruch in Adnet (von hier stammen die Säulen des Parlaments)
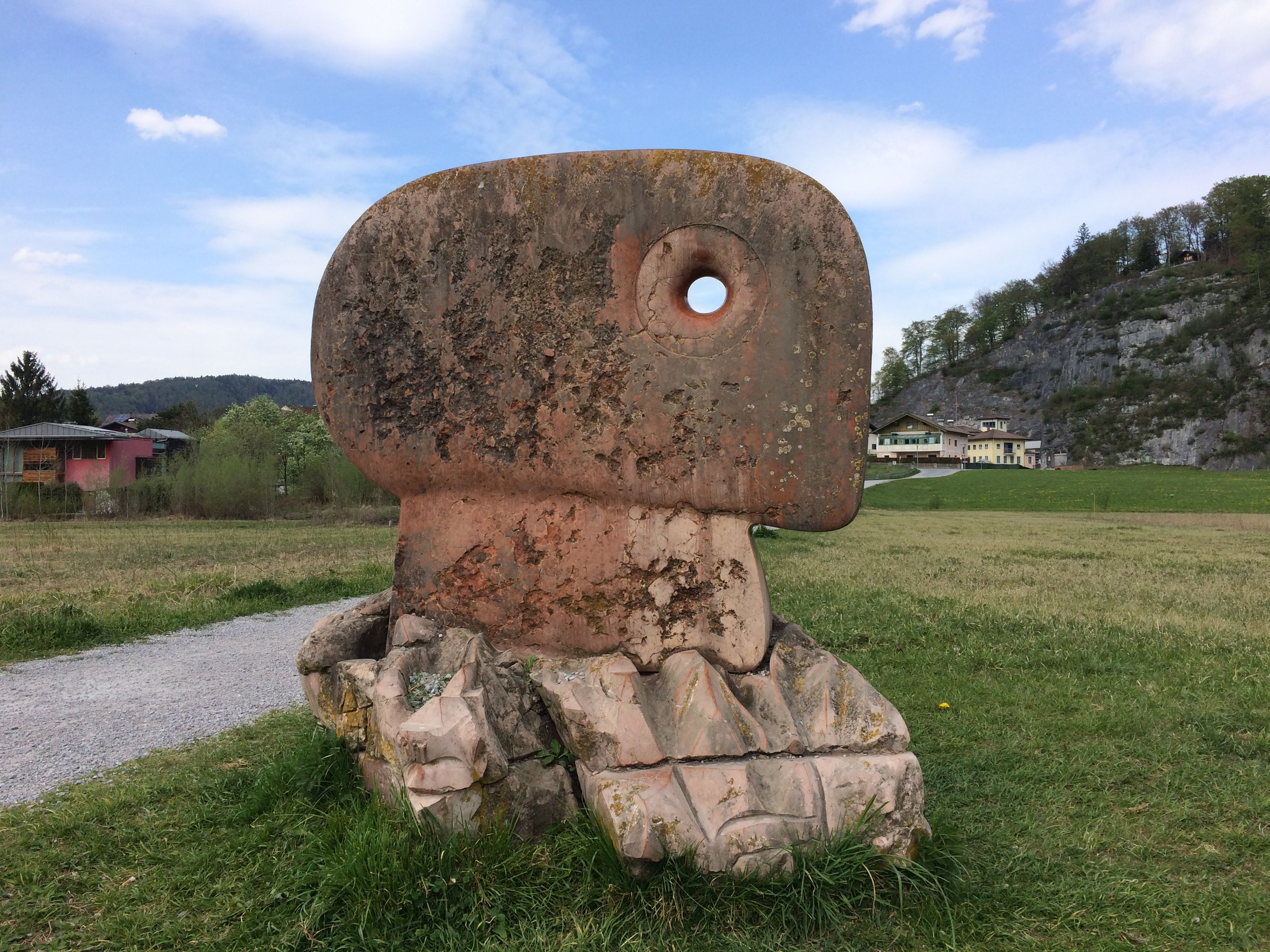
Steinsymposium Adnet. Kopf im Adneter Moos

## Wirtschaft und Infrastruktur

### Ansässige Unternehmen
- Schiffer Plastics Processing Austria – ein Firmensitz von M+C Schiffer, Neustadt (Wied) bei Köln – produziert Mehrkomponenten-Spritzgussteile insbesondere Zahnbürsten für den Weltmarkt.[7][8]
- Firma Schlotterer: produziert außenliegenden Sonnenschutz im Ortsteil Seefeldmühle. Fa. Schlotterer ist Teil des IFN-Konzerns und ein Schwesterunternehmen zu Internorm. Der Bau eines dritten Werk auf den Adneter Feldern ist geplant, das Land Salzburg hat im Juli 2022 beschieden, dass dafür keine Umweltverträglichkeitsprüfung nötig ist.[9]

### Bildung
Neben einem Kindergarten und einer Volksschule gibt es in Adnet auch eine Mittelschule.

## Politik

### Gemeinderat
| Gemeinderatswahl 2024Wahlbeteiligung: 79,7 % 706050403020100 54,3 % (−12,1 %p)35,3 % (+7,9 %p)10,4 % (+4,3 %p) ÖVPSPÖFPÖ20192024 |

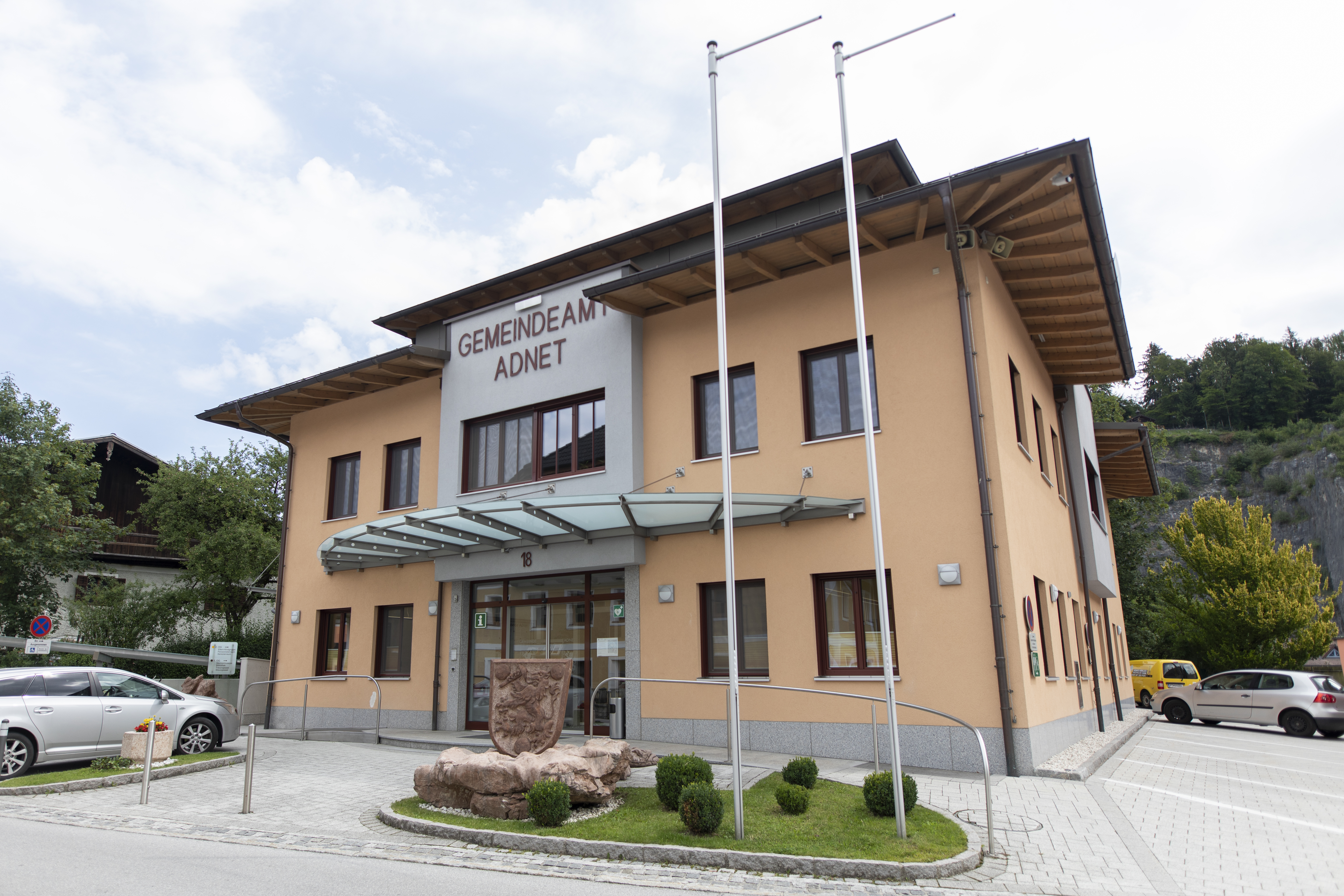
Gemeindeamt

Die Gemeindevertretung hat insgesamt 21 Mitglieder.
- Mit den Gemeindevertretungs- und Bürgermeisterwahlen in Salzburg 2004 hatte die Gemeindevertretung folgende Verteilung: 11 ÖVP, 7 SPÖ, und 1 FPÖ.
- Mit den Gemeindevertretungs- und Bürgermeisterwahlen in Salzburg 2009 hatte die Gemeindevertretung folgende Verteilung: 13 ÖVP, 4 SPÖ, und 2 FPÖ.[11]
- Mit den Gemeindevertretungs- und Bürgermeisterwahlen in Salzburg 2014 hatte die Gemeindevertretung folgende Verteilung: 14 ÖVP, 4 SPÖ, und 1 FPÖ. (19 Mitglieder)[12]
- Mit den Gemeindevertretungs- und Bürgermeisterwahlen in Salzburg 2019 hatte die Gemeindevertretung folgende Verteilung: 14 ÖVP, 6 SPÖ und 1 FPÖ.[13]
- Mit den Gemeindevertretungs- und Bürgermeisterwahlen in Salzburg 2024 hat die Gemeindevertretung folgende Verteilung: 12 ÖVP, 7 SPÖ und 2 FPÖ.[14]

### Bürgermeister
- 1892–1894 Mathias Leis
- 1895–1896 Georg Herbst
- 1897–1897 Georg Brunauer
- 1898–1900 Georg Herbst
- 1901–1903 Ferdinand Siller
- 1904–1906 Josef Lienbacher
- 1907–1909 Josef Auer
- 1910–1912 Rupert Deisl
- 1913–1919 Josef Lienbacher
- 1919–1922 Rupert Deisl
- 1922–1925 Josef Auer
- 1925–1928 Rupert Deisl
- 1928–1931 Josef Brunauer
- 1931–1938 Mathias Höllweger
- 1938–1945 Josef Siller
- 1945–1946 Anton Walkner
- 1946–1948 Rupert Brunauer
- 1948–1954 Rupert Brunnauer
- 1954–1959 Gottfried Rettenbacher
- 1959–1979 Anton Gruber
- 1979–1979 Thomas Eibl
- 1979–1992 Helmut Schmidt (SPÖ)[15]
- 1992–2008 Erwin Brunauer (ÖVP)[16]
- seit 2008 Wolfgang Auer (ÖVP)[17][18]

### Gemeindepartnerschaften
- Oppenheim in Rheinland-Pfalz, Deutschland[19]

### Wappen
Das Wappen der Gemeinde wurde 1973 verliehen: In goldenem Schild zwischen drei rotmarmornen Rundsteinen ein rotbewehrter schwarzer Löwe, in der Rechten einen schwarzen Steinmetzhammer an rotem Stiel haltend.

## Persönlichkeiten
Söhne und Töchter der Gemeinde
- Karoline Brandauer (1925–1989), Schriftstellerin
- Anna Veith (* 1989), Goldmedaillengewinnerin bei den Alpinen Skiweltmeisterschaften 2011 in der Super-Kombination (Garmisch-Partenkirchen), Olympiasiegerin im Super-G bei den Olympischen Winterspielen 2014 in Sotschi sowie Gesamtweltcupsiegerin 2013/14 und 2014/15.